# McDonald (Pensilvania)
McDonald es un borough ubicado en los condados de Allegheny y Washington en el estado estadounidense de Pensilvania. En el año 2000 tenía una población de 2.281 habitantes y una densidad poblacional de 1,694 personas por km².

## Geografía
McDonald se encuentra ubicado en las coordenadas 40°22′12″N 80°13′58″O / 40.37000, -80.23278.

## Demografía
Según la Oficina del Censo en 2000 los ingresos medios por hogar en la localidad eran de $33,239 y los ingresos medios por familia eran $45,878. Los hombres tenían unos ingresos medios de $35,484 frente a los $25,039 para las mujeres. La renta per cápita para la localidad era de $17,907. Alrededor del 12.2% de la población estaba por debajo del umbral de pobreza.